# Mariene ecoregio Oostelijk Brazilië
De Mariene ecoregio Oostelijk Brazilië (76) (Engels: Eastern Brazil marine ecoregion) is een biogeografische regio en ligt in het zuidwesten van de Atlantische Oceaan in de Mariene provincie Tropische Zuidwestelijke Atlantische Oceaan (14) in het Marien rijk Tropische Atlantische Oceaan. De mariene ecoregio is vastgesteld door het World Wide Fund for Nature en The Nature Conservancy en is vernoemd naar Brazilië.
In het noorden grenst het gebied aan de mariene ecoregio Noordoostelijk Brazilië (75), in het oosten aan de mariene ecoregio Trindade en Martim Vaz (77) en in het zuidwesten aan de mariene ecoregio Zuidoostelijk Brazilië (180).

## Geografie
De mariene ecoregio ligt in het zuidwesten van de Atlantische Oceaan voor de oostkust van Brazilië. Het gebied strekt zich uit van Lauro de Freitas, even ten noorden van de Allerheiligenbaai tot aan de kaap bij Arraial do Cabo. Het gebied omvat de Allerheiligenbaai, de mondingen van de Rio Una en van de Rio Serinhaém.
Door het gebied stroomt de Braziliëstroom, onderdeel van de Zuid-Atlantische gyre.

## Biogeografie
Het gebied kent zeeleven dat houdt van tropische temperaturen.